# Frittenbude
Frittenbude est un groupe allemand de punk rock et hip-hop, originaire de Berlin, en Bavière. Il est classé dans le genre electropunk et s'engage fortement contre la violence d'extrême droite, notamment en soutenant des groupes antifascistes autonomes de gauche. Il était sous contrat avec le label discographique Audiolith,.

## Histoire

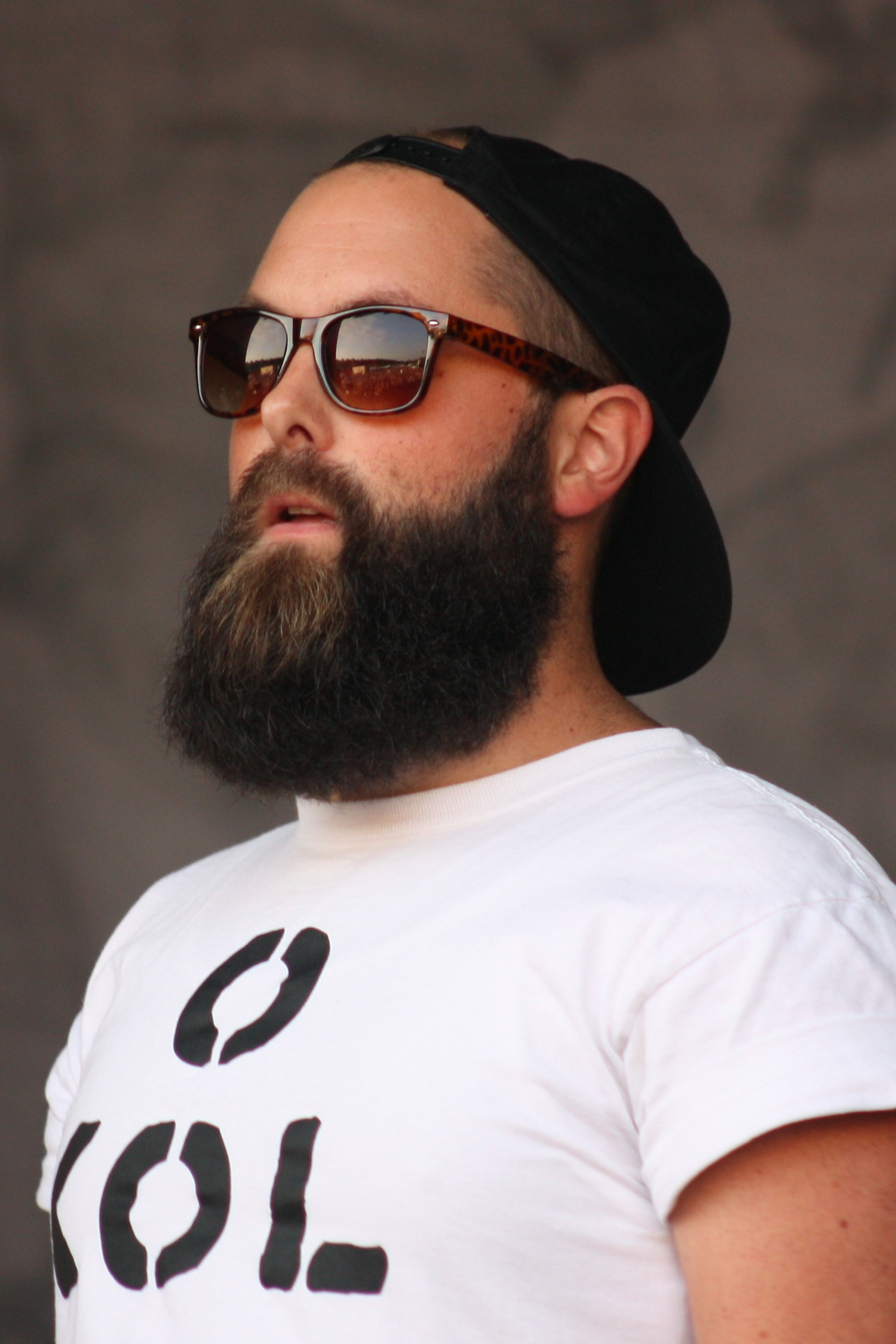
Johannes Rögner au Folklore 013.

Le groupe est formé en 2006 lors d'un voyage en voiture pour se rendre au Pfingst Open Air à Passau. Comme l'autoradio ne fonctionnait pas, les futurs membres du groupe commencent à chanter et à rapper sur leurs propres rythmes.
En 2008, ils sortent leur premier album, Nachtigall. Celui-ci contient 14 chansons dont les textes sont souvent humoristiques. Certains morceaux sont également critiques à l'égard de la société (p. ex. Mindestens in 1000 Jahren). Mais il est souvent question de la fréquentation des discothèques et de la vie nocturne (p. ex. Die Nacht ou Pandabär). Malgré quelques textes politiques, Frittenbude ne se qualifie pas de « groupe politique », bien qu'il participe à des manifestations et autres événements politiques et en fasse activement la promotion. Pandabär est publié comme premier single, suivi de Mindestens in 1000 Jahren, Electrofikkke et en septembre 2009 Das Licht. Après le grand succès de Mindestens in 1000 Jahren, le groupe joue dans des festivals comme l'Immergut Festival, le Melt!, le Juicy Beats, le Rocken am Brocken et le Taubertal-Festival.
À ses débuts, Frittenbude se fait surtout connaître par ses remixes. Une particularité est que Frittenbude ne modifie pas seulement l'instrumentalisation, comme c'est généralement le cas pour les remixes, mais aussi les paroles. Par exemple, un remix de la chanson Graceland de Kettcar ne s'appelle plus Graceland, mais Raveland. La plupart du temps, ces modifications visent à rendre les paroles plus humoristiques. Mais dans certains cas, un message politique est ajouté ou un message existant est renforcé.
Après avoir terminé la tournée Schande kennt keine Heimat, le groupe commence à travailler sur son deuxième album Katzengold. Après la sortie du single Und täglich grüßt das Murmeltier (30 avril 2010), celui-ci sort le 28 mai 2010 chez Audiolith, tout comme Nachtigall. Le style de Nachtigall est largement repris, dans l'ensemble les chansons de Katzengold sont un peu plus calmes. L'édition limitée de Katzengold contient, en plus de l'album normal, l'album de remixes Plörre, une compilation de remixes de Frittenbude parus, entre autres pour Kettcar, Egotronic et Supershirt. Avec la 57e place, Frittenbude réussit pour la première fois à entrer dans le Top 100 des albums allemands.

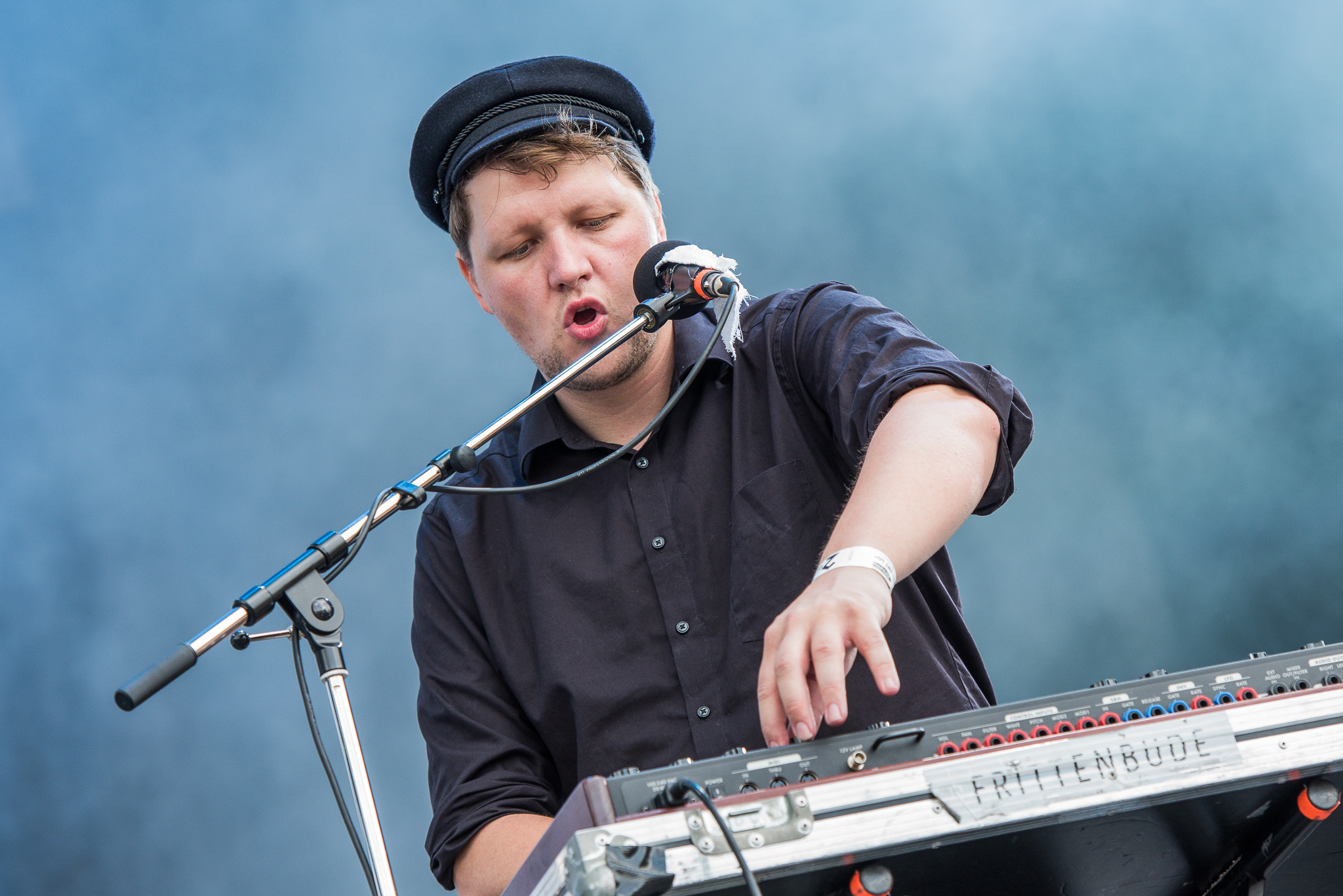
Jakob Haeglsperger au Rock im Park 2016.

Durant l'été 2010, le groupe se produit à nouveau dans différents festivals, notamment le Melt, le Hurricane et le Southside. Lors du Hurricane Festival à Scheeßel, l'affluence sous la tente du festival est si importante que le concert est interrompu pour des raisons de sécurité. En revanche, le groupe joue un concert surprise à Hambourg et confirme sa participation aux festivals Hurricane, Southside et Taubertal 2011. Ils annulent leur concert au Chiemsee Reggae Summer 2011 pour protester contre la prestation de l'artiste Capleton, connu pour ses paroles homophobes.
Le troisième album du groupe s'intitule Delfinarium, et sort le 11 mai 2012, également chez Audiolith. Le 21 août 2015, le quatrième album, intitulé Küken des Orion, sort. En outre, l'album bonus Gänsemuseum, qui contient cinq autres morceaux avec des amis musiciens, parait dans le coffret CD ou vinyle en édition limitée. En automne 2018 sortent les deux singles Die Dunkelheit darf niemals siegen (feat. Jörkk Mechenbier) et Süchtig, qui sont tirés de l'album Rote Sonne annoncé pour 2019. Le 22 février 2019, leur cinquième album, Rote Sonne, sort.
Le 9 mars 2022, le groupe annonce le départ de Martin Steer, qui souhaite désormais poursuivre son travail musical en duo dans un premier temps. Le 10 mars 2023, leur sixième album Apokalypse Wow sort sur leur propre label Nachti, au lieu d'Audiolith comme auparavant. Celui-ci comprend les singles déjà publiés Stoli (2022), Vorbei (2023) et Suchen/Finden (2023). 

## Discographie

### Albums studio
- 2008 : Nachtigall
- 2010 : Katzengold (57e place des charts allemands[16])
- 2010 : Plörre (album remixes)
- 2012 : Delfinarium (14e place des charts allemands[16], 23e en Autriche[17], 99e en Suisse[18])
- 2015 : Küken des Orion (11e place des charts allemands[16], 22e en Autriche[17])
- 2015 : Gänsemuseum (mini-album)
- 2019 : Rote Sonne (26e place des charts allemands[16], 49e en Autriche[17])
- 2023 : Apokalypse Wow

### Singles
- 2008 : Pandabär
- 2008 : Mindestens in 1000 Jahren
- 2009 : Electrofikkkke
- 2009 : Das Licht
- 2009 : Nach Fest kommt Fest / Steven Seagull (double single)[19]
- 2009 : Jung, abgefuckt, kaputt und glücklich
- 2010 : Und täglich grüßt das Murmeltier
- 2010 : Bilder mit Katze
- 2011 : Durch diese Nächte (feat. Herrenmagazin)
- 2012 : Einfach nicht leicht
- 2012 : Wings
- 2012 : Zeitmaschinen aus Müll / Nicht alles Gold
- 2013 : Panda (reprise de Mediengruppe Telekommander)
- 2013 : Dandyrevolution (reprise de Tocotronic)
- 2015 : Stürzende Helden
- 2015 : Die Möglichkeit eines Lamas
- 2015 : Michael Jackson hatte recht
- 2016 : Zukunft aus Champagner
- 2017 : Die Glocke feat. Carlito
- 2018 : Die Dunkelheit darf niemals siegen (feat. Jörkk Mechenbier)
- 2018 : Süchtig
- 2019 : Vida
- 2022 : Sandradome
- 2022 : Stoli
- 2023 : Vorbei
- 2023 : Suchen/Finden
- 2023 : Mindestens in 1000 Jahren
- 2023 : Hildegard (Kalipo Edit)
- 2024 : Acid Bass
- 2024 : Der Weg zu zweit
- 2024 : Der Stoff aus dem Flügel sind